# Osteocephalus heyeri
Espèce
Statut de conservation UICN

 LC  : Préoccupation mineure
Osteocephalus heyeri est une espèce d'amphibiens de la famille des Hylidae.

## Répartition
Cette espèce se rencontre :
- en Colombie dans le département d'Amazonas dans les environs de Leticia ;
- au Pérou dans la région de Loreto.

## Étymologie
Cette espèce est nommée en l'honneur de William Ronald Heyer.

## Publication originale
- Lynch, 2002 : A new species of the genus Osteocephalus (Hylidae: Anura) from the western Amazon. Revista de la Academia Colombiana de Ciencias Exactas, Fisicas y Naturales, vol. 26, no 99, p. 289-292 (texte original).